# Sancak Kaplan
Sancak Kaplan (* 25. Mai 1982 in Oltu) ist ein türkischer Fußballspieler.

## Karriere

### Vereinskarriere
Sancak Kaplan startete seine Profifußballkarriere beim türkischen Erstligisten Malatyaspor. In der Hinrunde seiner ersten Saison spielte er ausschließlich für die Reservemannschaft. In der Winterpause wurde er in den Kader der Profimannschaft involviert und kam auch regelmäßig zu Einsätzen. In der zweiten Saison kam er lediglich in der Hinrunde in einem Pokalspiel zum Einsatz.
Ab der Rückrunde in der Saison 2003/04 wurde er für eineinhalb Spielzeiten an den damaligen Erstligisten Adanaspor ausgeliehen.
Im Sommer 2005 wechselte er dann zu Altay Izmir und war hier zwei Spielzeiten tätig. Anschließend spielte er zwei Spielzeiten für den Erstligisten Istanbul Büyükşehir Belediyespor.
Zur Spielzeit 2009/10 verpflichtete ihn der türkische Erstligist Kasımpaşa Istanbul. Hier saß er in seiner ersten Saison überwiegend auf der Ersatzbank und machte nur drei Ligapartien. Mit seiner zweiten Spielzeit kam er regelmäßig zum Einsatz. Im Sommer 2015 musste der Kasımpaşa verlassen, nachdem sein ausgelaufener Vertrag nicht verlängert wurde.